# Revy (tidsskrift)
 For alternative betydninger, se Revy (flertydig). (Se også artikler, som begynder med Revy)
Revy er et dansk tidsskrift, der udgives af Danske Fag-, Forsknings- og Uddannelsesbiblioteker.
Det udkommer 4 gange om året i et oplag på næsten 1.200 eksemplarer.
Tidsskriftet indeholder biblioteksfaglige artikler til debat og nyhedsinformation på forsknings- og uddannelsesbiblioteksområdet. Endvidere bringer tidsskriftet foreningsinformation til medlemmerne samt informerer om møder, konferencer og kurser. Langt hovedparten af artiklerne er på dansk.
En svensksproget artikel er dog også optaget.
Revy udgives både som flerfarvet trykt tidsskrift og som Open access-tidsskrift. Artiklerne i tidsskriftet fra 2004 og fremad er tilgængelige digitalt via et Open Journal Systems fra Copenhagen Business School (CBS).
Ansvarshavende redaktør har været Jan Erik Hansen fra Københavns Universitetsbibliotek.
I 2020 blev han afløst af Stefan Katic,
der dog allerede i 2022 valgte at forlade tidsskriftet.
CBS' biblioteks- og campusdirektør René Steffensen har været blandt tidsskriftets flittige skribenter.

## Historie
Tidsskriftet startede i 1978 med titlen DF-Revy, udg. af den nystiftede Danmarks Forskningsbiblioteksforening. I 2000 ændredes navnet til det nuværende Revy.